# ハートギュッと!
『ハートギュッと!』は、2022年6月22日にavex traxから発売された超ときめき♡宣伝部のミニアルバムである。

## 概要
TikTokを中心にSNSでバズった楽曲「すきっ!〜超ver〜」をきっかけに超ときめき♡宣伝部を好きになった世界中の方の心を「ハートギュッと!」、もともと超ときめき♡宣伝部を応援してくれていた方たちのハートもさらに「ハートギュッと!」するというコンセプトのミニアルバムである。
本ミニアルバムの公式ハッシュタグは「#ハギュッ」である。これはミニアルバム名『ハートギュッと!』の略であり、ハグ・ハグユーの意味も込められている。
本ミニアルバムには6曲の楽曲とそのインストゥルメンタルの合計12トラックが収録されている。
本ミニアルバムのリード曲は「ギュッと!」である。「ギュッと!」はテレビ東京系列「ドラマParavi」枠で放送されたテレビドラマ『みなと商事コインランドリー』のオープニング主題歌として使用された。
本ミニアルバムの収録曲の中で一番最初に公開されたのは「Cupid in Love」であり、2022年2月22日に配信限定シングルとしてリリースされた。配信限定シングルリリース前の2021年12月31日に日本武道館にて開催された第5回 ももいろ歌合戦では紅組の2番手として「Cupid in Love」をパフォーマンスした。
ミニアルバム発売に先駆けて2022年6月8日に「Memories」、2022年6月20日に「ギュッと!」が先行配信された。2022年6月22日のCDミニアルバム発売日と同日に配信ミニアルバムも配信開始された。
2022年6月21日付のオリコンデイリーアルバムランキングで初登場3位、2022年7月4日付のオリコン週間アルバムランキングで初登場5位となった。
ミニアルバム発売にあわせて2022年7月10日から8月27日まで全国ツアー「超ときめき♡宣伝部のサンリオキャラクターズと行く!真夏のハートギュッとTOUR 2022」が全国6都市7公演で開催された。

## 収録曲

### 楽曲クレジット
| #         | タイトル                              | 作詞                                 | 作曲                                | 編曲                 | 時間  |
| --------- | ------------------------------------- | ------------------------------------ | ----------------------------------- | -------------------- | ----- |
| 1.        | 「ギュッと!」                         | MUTEKI DEAD SNAKE                    | MUTEKI DEAD SNAKE                   | MUTEKI DEAD SNAKE    | 4:20  |
| 2.        | 「Cupid in Love」                     | Joshua Leung・栗原暁（Jazzin' park） | Joshua Leung・栗原暁（Jazzin’park） | 前田佑・Joshua Leung | 3:52  |
| 3.        | 「Memories」                          | 谷口鮪（KANA-BOON）                  | 谷口鮪（KANA-BOON）                 | ha-j                 | 4:57  |
| 4.        | 「きっとスタンダード」                | 常楽寺澪                             | 石黑剛・常楽寺澪                    | 石黑剛               | 4:01  |
| 5.        | 「なんでもいいから」                  | 鶴﨑輝一                             | 鶴﨑輝一                            | 前田佑・AKIRA        | 3:44  |
| 6.        | 「Dear friend」                       | 浅利進吾                             | 浅利進吾                            | 宮田’レフティ’リョウ | 4:42  |
| 7.        | 「ギュッと! (instrumental)」          |                                      | MUTEKI DEAD SNAKE                   | MUTEKI DEAD SNAKE    | 4:20  |
| 8.        | 「Cupid in Love (instrumental)」      |                                      | Joshua Leung・栗原暁（Jazzin’park） | 前田佑・Joshua Leung | 3:52  |
| 9.        | 「Memories (instrumental)」           |                                      | 谷口鮪（KANA-BOON）                 | ha-j                 | 4:57  |
| 10.       | 「きっとスタンダード (instrumental)」 |                                      | 石黑剛・常楽寺澪                    | 石黑剛               | 4:01  |
| 11.       | 「なんでもいいから (instrumental)」   |                                      | 鶴﨑輝一                            | 前田佑・AKIRA        | 3:44  |
| 12.       | 「Dear friend (instrumental)」        |                                      | 浅利進吾                            | 宮田’レフティ’リョウ | 4:42  |
| 合計時間: | 合計時間:                             | 合計時間:                            | 合計時間:                           | 合計時間:            | 51:12 |

### 楽曲解説
ギュッと!
- 本アルバムの表題曲となる。MVも制作されている。
- 2022年5月28日の横浜武道館でのワンマンライブで初披露され[15]、ミュージック・ビデオも同ライブの中で先行公開された[16]。
- 音源はミニアルバム発売の2022年6月22日に先立って、同年6月20日に先行配信がなされた[11][16]。
- テレビ東京系列「ドラマParavi」枠で放送されたテレビドラマ『みなと商事コインランドリー』のオープニング主題歌として使用された[7]。
- サビのキャッチーな「ギュッと!ダンス」やメンバー考案の両手でグーをつくって顎にあてる「ハギュッポーズ」、ちりばめられた「胸きゅんゼリフ」などがが特徴である[17][18]。
- 杏ジュリアは「1回聴いたら頭から離れなくなる」、坂井仁香は「私たちがテーマにしている青春と恋をギュッと詰め込んだ曲」、吉川ひよりは「どの歌詞にも主役級にかわいい言葉が詰め込まれている」「恋愛ドラマを味わえるような1曲」とアピールしている[18][19]。
- 2022年6月28日深夜に放送された歌番組『PLAYLIST』（TBSテレビ）にて「ギュッと!」のパフォーマンスを披露した[20]。
- 2022年12月31日に行われた第6回 ももいろ歌合戦では松本明子と[21]、2023年12月31日に行われた第7回 ももいろ歌合戦では『みなと商事コインランドリー』で主役を務めた草川拓弥ことタクヤ（超特急）と[22]コラボして「ギュッと!」のパフォーマンスを披露した。

Cupid in Love
- 2021年12月31日に開催された第5回 ももいろ歌合戦にてパフォーマンスを行った[9]。
- 2022年2月2日に配信限定シングルとして配信が開始されており、本アルバム中では最も早く公開された[8]。MVも制作されている。

Memories
- 2ndアルバム『ときめきがすべて』の「エンドレス」に続いてKANA-BOONの谷口鮪による提供楽曲である[23]。
- 音源はミニアルバム発売の2022年6月22日に先立って、同年6月8日に先行配信がなされた[10]。

## 販売形態
| 形態                                             | 規格 カタログ番号       | 収録内容 |
| ------------------------------------------------ | ----------------------- | --- |
| ファンクラブ限定豪華盤                           | 2CD+Blu-ray AVC1-96988A | - CD - 「超ときめき♡宣伝部のどきどきクリスマスパーティー2021 in TOKYO」(2021.12.26(日)中野サンプラザホール)ライブ音源 - BD「超ときめき♡宣伝部のどきどきクリスマスパーティー2021 in TOKYO」ライブ映像(メンバーの副音声解説付き)および未公開メイキング映像 - Music Video(Cupid in Love＆ギュッと!)およびメイキング映像 - 超ときめき♡宣伝部の春の燦々ホールロックオンツアー2022新曲「Memories」推しカメラ映像 - メンバーランダム直筆サイン入りフォトブック - ソロポスター |
| ジャケットビジュアルTYPE-A(辻野かなみ・小泉遥香) | CD AVCD-96981A          | - CD - 「超ときめき♡宣伝部のどきどきクリスマスパーティー2021 in TOKYO」(2021.12.26(日)中野サンプラザホール)ライブ音源 |
| ジャケットビジュアルTYPE-B(坂井仁香・吉川ひより) | CD AVCD-96983A          | - CD - 「超ときめき♡宣伝部のどきどきクリスマスパーティー2021 in TOKYO」(2021.12.26(日)中野サンプラザホール)ライブ音源 |
| ジャケットビジュアルTYPE-C(杏ジュリア・菅田愛貴) | CD AVCD-96985A          | - CD - 「超ときめき♡宣伝部のどきどきクリスマスパーティー2021 in TOKYO」(2021.12.26(日)中野サンプラザホール)ライブ音源 |
| 通常盤                                           | CD AVCD-96987A          | - CD（付属特典無し） |

## コラボキャンペーン
- MAGNET by SHIBUYA109コラボ - 広告展開（等身大パネルと特大広告の展示）、オリジナルコースタープレゼント[24]
- 超ときめき♡宣伝部×HMVキャンペーン - パネル展
- SHIBUYA TSUTAYAコラボキャンペーン - パネル展
- リリース記念 タワーレコード超♡応援店 - コラボポスター掲示、CD購入特典、衣装展＆パネル展

## タイアップ
| 楽曲          | 番組                                                             | 期間               | 備考  |
| ------------- | ---------------------------------------------------------------- | ------------------ | ----- |
| 「ギュッと!」 | 「ドラマParavi」『みなと商事コインランドリー』（テレビ東京系列） | オープニング主題歌 | [ 7 ] |

## テレビ出演
| 楽曲              | 番組                                        | 放送日            | 備考                                                                 |
| ----------------- | ------------------------------------------- | ----------------- | -------------------------------------------------------------------- |
| 「Cupid in Love」 | 『第5回 ももいろ歌合戦』（ABEMA・BS日テレ） | 2021年12月31日    | [ 9 ]                                                                |
| 「ギュッと!」     | 『PLAYLIST』（TBSテレビ）                   | 2022年6月28日深夜 | [ 20 ]                                                               |
| 「ギュッと!」     | 『第6回 ももいろ歌合戦』（ABEMA・BS日テレ） | 2022年12月31日    | 「松本明子with 超ときめき♡宣伝部」として松本明子とコラボ             |
| 「ギュッと!」     | 『第7回 ももいろ歌合戦』（ABEMA）           | 2023年12月31日    | 「超ときめき♡宣伝部/タクヤ（超特急）」としてタクヤ（超特急）とコラボ |